# ACTUV
ACTUV — американский проект по созданию подводного необитаемого комплекса для слежения за подводными лодками. Разработка ведётся по заказу оборонного научного агентства DARPA. Для обнаружения подводных лодок планируется использовать активную эхолокацию. В марте 2015 года было заявлено, что если программа будет успешной, то к 2018 году она может перейти на вооружение ВМС США для противолодочной обороны или, возможно, для уничтожения морских мин. В январе 2018 года после успешных ходовых испытаний было объявлено, что прототип «Морской охотник» (англ. Sea Hunter) перешёл от DARPA к Управлению военно-морских исследований для дальнейшей разработки.